# 世界対応ケータイ
世界対応ケータイ（せかいたいおうケータイ）は、ソフトバンク株式会社がSoftBankブランドで提供するの国際サービス。ディズニー・モバイルでも同一名称を用いる。
もともとは国際ローミングという名前でサービスしていたが、後に変更された。

## 概要
- もともとはボーダフォンが経営していた経緯から、国際サービスにおいては国内の事業者の中でNTTドコモについで対応国が多い。
- 日本国内で使用しているソフトバンクモバイルの電話番号やメールアドレスをソフトバンクと提携している海外の通信事業者のサービスエリアで利用できるサービス。対応機種を利用している利用者であればそのまま日本国外へ持ち出すことが可能であるが、対応機種でない場合は国際空港などにあるソフトバンクショップでレンタルをし、USIMカードなどを移し変え、日本国外で利用することができる。

### 利用可能国
| 音声利用可能国      | 205の国と地域 |
| TVコール利用可能国  | 50の国・地域  |
| S！メール利用可能国 | 137の国・地域 |
| SMS利用可能国       | 205の国・地域 |
| ウェブ利用可能国    | 137の国・地域 |
| ------------------- | ------------- |

## 対応機種
- 原則としてW-CDMA端末（SoftBank 3G、SoftBank X シリーズ、SoftBank スマートフォン）が対応している。
- 方式はW-CDMAとGSMがあり、ほとんどの対応国がGSMである。
- なお、当初はほとんどの機種が対応していたが、ソフトバンクとなってからは省かれることが少なくなかった（特に東芝製端末・ワンセグ対応端末で顕著であった。また、全部入りハイエンド機9xxシリーズでは意図的に外されていた。(912SHが非対応に対して812SHが対応する等)）。しかし最近ではその問題は解消しており、2008年夏モデルよりは全モデル（コドモバイル後継機のSoftBank 831T・SoftBank 740N・740Nの一般向けモデルのSoftBank 741N・プリモバイル専用端末のSoftBank 730SC、730SCベースに開発された2009年春モデルのSoftBank 731SC・かんたん携帯のSoftBank 832Tを除く）対応している。しかし、一部の端末は3Gエリアのみ対応（GSMエリアおよびUMTSのバンド2エリアは非対応。バンド5は対応している場合もある）となっている。
- GSM850MHz帯を利用する国での利用や、850/1900MHz帯のUMTSを利用する場合は、SoftBank 705NK（ただし、UMTSは2.1GHz帯のみ）を除き、2009年3月時点での対応機種は、iPhone 3GとSoftBank Xシリーズの一部に限定されていたが、2009年夏モデルで漸く対応機種が追加されている。
- ディズニー・モバイルは、DM003SH以降に発売された機種で対応しているが、現時点では、GSMトライバンド/UMTS2100MHzのデュアルモードのみの対応となっている。なお、DM008SH/DM011SH/DM013SHは3Gローミングのみ対応としている。DM013SH以降の端末は、プラチナ電波の帯域に相当するUMTSのBands8はもちろんのこと、Bands5などに対応している端末もある。
- WILLCOM CORE 3Gで、SoftBankブランドで提供されているスマートフォンについては、契約の制約上海外での利用は不可となっている。例外として、WX04K・WX10Kなどを3Gモードで通話する場合と、WX06Kを利用する場合は、本サービスに準じて利用することが可能。
- EMOBILE 4G-S契約のイー・アクセス携帯電話及びY!mobileブランドの電話サービスのうち、タイプ1とタイプ3(タイプ3については、3G回線利用時のみ。PHS回線は海外での利用不可)については、本サービスが適用され、旧・イー・アクセスが自前で提供していたサービス（国際ローミング）は対象外となる。データ端末については、3Gの通信に非対応である502HW以降の端末はこちらが対象となるが、それ以前の40x番台までの端末は旧・イー・アクセスのサービスが適用される。

## 他社でのサービス
- WORLD WING（NTTドコモ）
- グローバルパスポート（KDDI）
- 国際ローミング（イー・アクセス）